# Authie (Somme)
Authie é uma comuna francesa na região administrativa de Altos da França, no departamento de Somme. Estende-se por uma área de 9,93 km². Em 2010 a comuna tinha 286 habitantes (densidade: 28,8 hab./km²).